# Лассен, Стефан
Стефан Лассен (дат. Stefan Lassen; род. 1 ноября 1985, Хернинг, Рингкёбинг) — датский хоккеист, защитник. Игрок сборной Дании.

## Карьера
Начинал свою карьеру в чемпионате Дании. В 17 лет дебютировал в Датской хоккейной лиге за клуб «Хернинг». В течение 7 лет Стефан Лассен продолжал выступать в Дании, где он сумел выбраться в число лучших защитников местного чемпионата.
Удачная игра за сборную Дании помогла ему перебраться в Швецию. Там Лассен играл в течение четырёх лет в клубах «Лександ», «Юргорден» и «Мальме».
С 2013 года датчанин выступает в Австрийской хоккейной лиге за клуб «Грац Найнти Найнерс».

## Сборная
С 2002 года Стефан Лассен вызывается во всевозможные юниорские и молодёжные сборный страны.
За взрослую сборной Дании защитник дебютировал на чемпионате мира 2010 года, забросив победную шайбу в ворота сборной США в одном из матчей турнира. С тех пор Лассен принимает участие на всех крупных турнирах в составе Дании и является одним из лидеров сборной.